# Mon pote Adam
Pour plus de détails, voir Fiche technique et Distribution.
Mon pote Adam (My Man Adam) est un film américain réalisé par Matthew Robbins, sorti en 1985.

## Fiche technique
- Titre original : My Man Adam
- Titre français : Mon pote Adam
- Réalisation : Roger L. Simon
- Scénario : Roger L.  Simon et Renée Missel
- Musique : Sylvester Levay
- Pays de production :  États-Unis
- Sociétés de production : Tri-Star Pictures et The Mount Company
- Genre : Comédie
- Durée : 84 minutes
- Date de sortie : 25 octobre 1985

## Distribution
- Raphael Sbarge : Adam Swit
- Page Hannah : Sabrina McKay
- Veronica Cartwright : Elaine Swit
- Larry B. Scott : Donald
- Dave Thomas : Jerry Swit
- Austin Pendleton : M. Greenhut
- Chris Elliott : M. Spooner
- Gary Hershberger : Stan
- Jeffrey Mylett : Phillip
- Charlie Barnett : Leroy